# Ordine della Fenice (Grecia)
L'Ordine della Fenice (in greco Τάγμα του Φοίνικος) è un'onorificenze greca che venne fondata il 13 maggio 1926 dal governo della Seconda repubblica ellenica, per rimpiazzare l'Ordine di Giorgio I, soppresso con la fine della monarchia ma poi restaurato nel 1935, abolito nuovamente nel 1975. Vennero ammessi nell'ordine sia cittadini greci che stranieri fino al 1927, quando la Costituzione vietò il conferimento di onorificenze ai cittadini greci, pertanto l'Ordine continuò a riconoscere solo i servizi resi dagli stranieri. Con la restaurazione monarchica nel 1935, e in conformità con la legge del 19-4-1935 (Off. Gaz. 170, A), l'ordine poté essere nuovamente conferito ai cittadini greci.
Oggi l'Ordine della Fenice viene conferito ai greci che si sono distinti nei campi della pubblica amministrazione, della scienza, del commercio, dell'industria e della navigazione, delle arti e delle lettere. Viene conferito anche agli stranieri che hanno contribuito ad accrescere il prestigio della Grecia all'estero nei settori sopra menzionati. Prende il nome dalla fenice, uccello mitologico e simbolo di rinascita, ed è il terzo nella gerarchia degli Ordini .

## Ordine

### Classi dell'Ordine
- Gran Croce
- Gran Commendatore
- Commendatore
- Croce d'Oro
- Croce d'Argento

| Nastri          |             |              |                   |                         |
| Croce d'Argento | Croce d'Oro | Commendatore | Gran Commendatore | Cavaliere di Gran Croce |

### Insegne dell'ordine

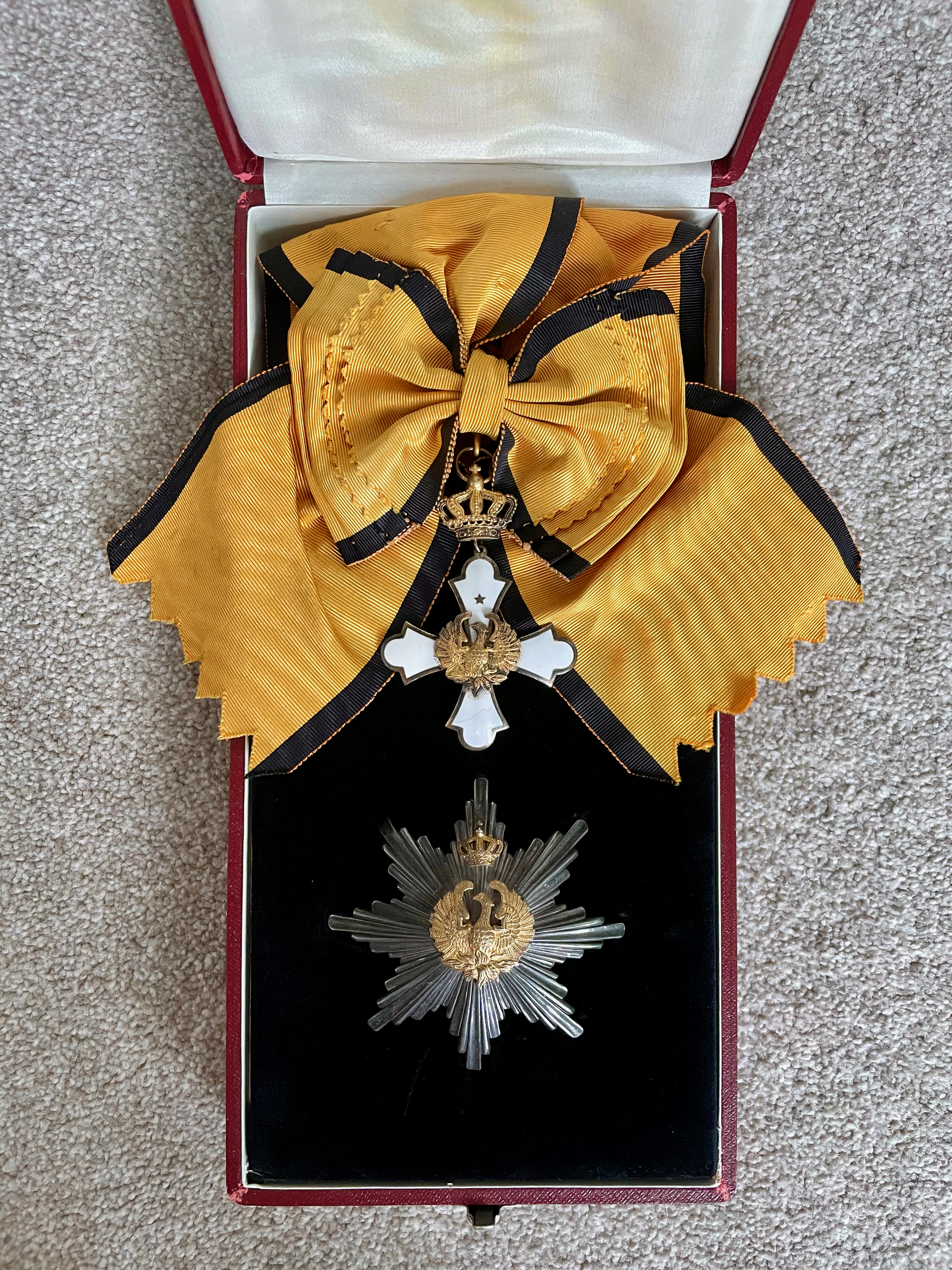
Insegna di Gran Croce dell'Ordine della Fenice, periodo monarchico (1935 - 1973).

L'insegna dell'ordine è costituita da una croce smaltata di bianco, con un contorno oro, che riporta al centro raffigurata una fenice, simbolo della rinascita della nazione greca. Sopra all'immagine del volatile, si trova una piccola stella in oro a cinque punte. Nelle prime insegne della prima versione dell'ordine, nel periodo 1926 - 1935, sulle punte della croce smaltata bianca vi erano raffigurate le lettere E, T, T, e A che, se unite e secondo la scrittura onciale bizantina, riportano il motto "Εκ της τέφρας μου αναγεννώμαι" ("Dalle mie ceneri io sono rinata"). Con la restaurazione monarchica, le lettere vennero tolte dalle insegne e venne aggiunta una corona, che sormontava la croce bianca; sul retro invece compariva il monogramma del sovrano. L'attuale versione dell'insegna dell'ordine, quindi dal 1975, non presenta la corona e sul retro della croce si trova lo stemma della repubblica greca con la scritta ΕΛΛΗΝΙΚΗ ΔΗΜΟΚΡΑΤΙΑ ("Repubblica Ellenica") . La Croce d'argento la croce di solito smaltata in bianco è invece realizzata in argento.
I gradi di Gran Commendatore e di Gran Croce presentavano entrambi due placche, o stelle: durante il periodo monarchico entrambe le stelle erano costituite da otto punte con al centro l'immagine della fenice in oro, sopra della quale vi erano riportata una corona in oro. Per la classe di Gran Commendatore, la stella era di dimensioni inferiori rispetto a quella di Gran Croce. Dopo la fine della monarchia e la proclamazione della repubblica, le stelle riportavano solo l'effigie della fenice ma senza la corona. Due spade incrociate sopra l'insegna, sia sulle stelle o sulle croci bianche, indicavano il conferimento per la classe militare. Ogni croce era appesa ad un nastro giallo con bordi neri: per le classi di Commendatore e Gran Commendatore, l'ordine viene portato al collo con stella annessa per i gran commendatori, mentre per quella di Gran Croce è prevista una fascia, sempre di colore arancione con bordi neri, che viene portata dalla spalla destra all'anca sinistra, con stella annessa .